# Museo Juan Martín de Pueyrredón

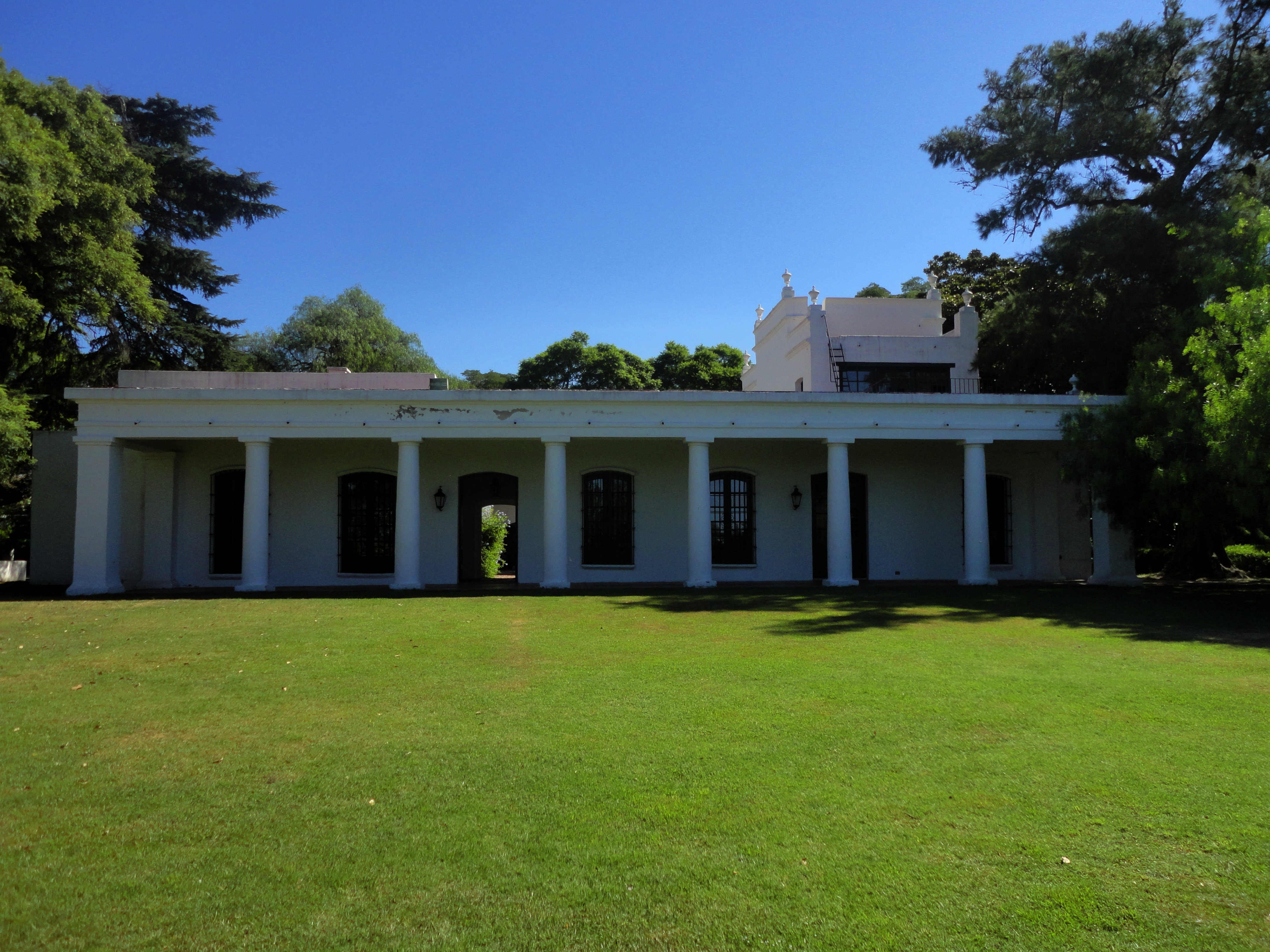
Casa quinta que perteneció a Juan Martín de Pueyrredón ubicada en Acassuso, actual Museo Pueyrredón.

El nombre completo de este museo es Museo Histórico Municipal “Brigadier General Juan Martín de Pueyrredón” y está ubicado en la localidad de Acassuso, partido de San Isidro en la provincia de Buenos Aires. Su ubicación exacta es en la calle Rivera Indarte 48, Acassuso.
Esta casa quinta también conocida actualmente como "Quinta Pueyrredón", fue denominada antiguamente "Casa de la Chacra del Bosque Alegre",y ocupaba un solar de mayor extensión originado en el reparto de suertes de chacras efectuado por Juan de Garay en 1580. Ocupaba por entonces el espacio comprendido entre las barrancas costeras del Río de la Plata y el camino llamado del "Fondo de la Legua".

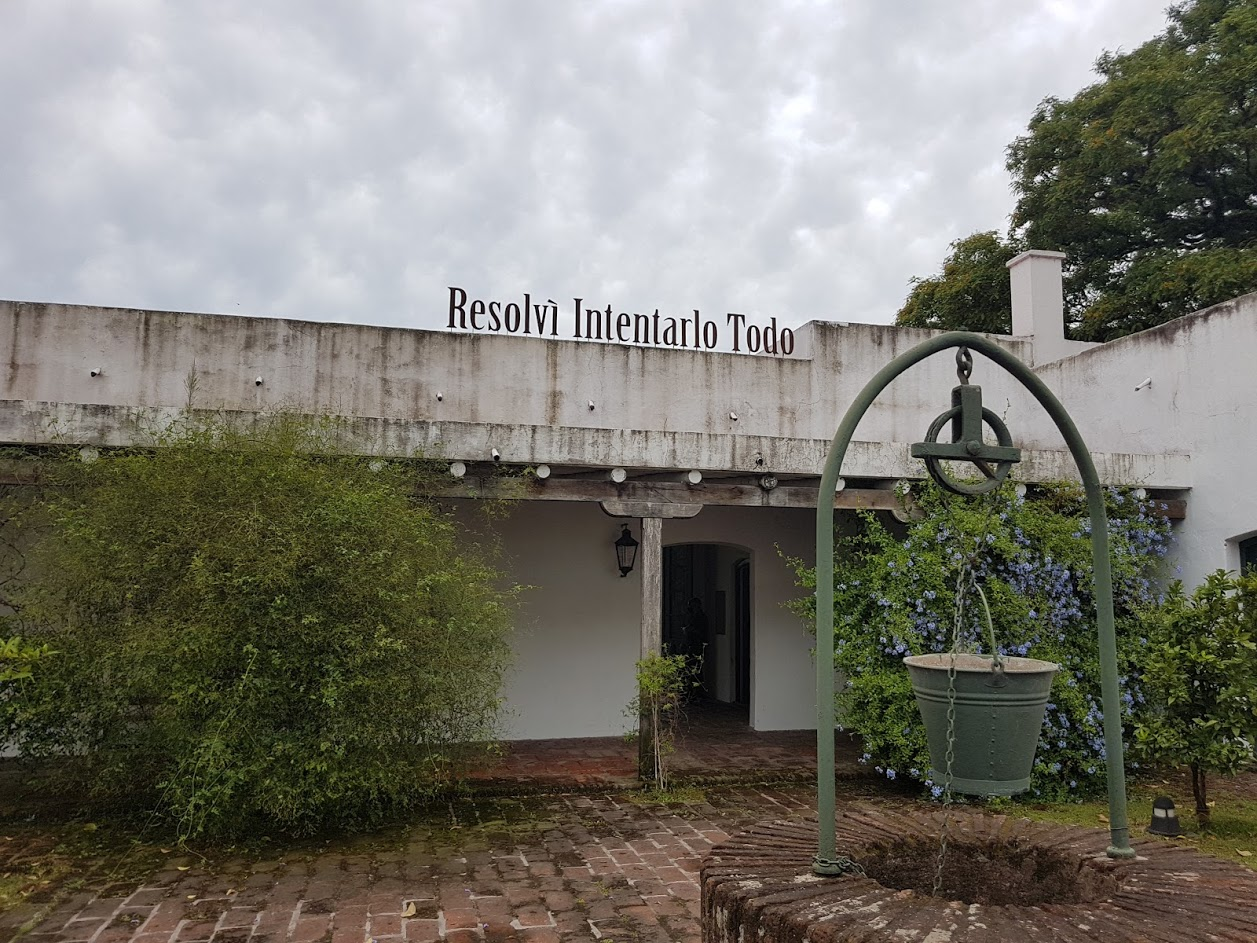
Patio Central

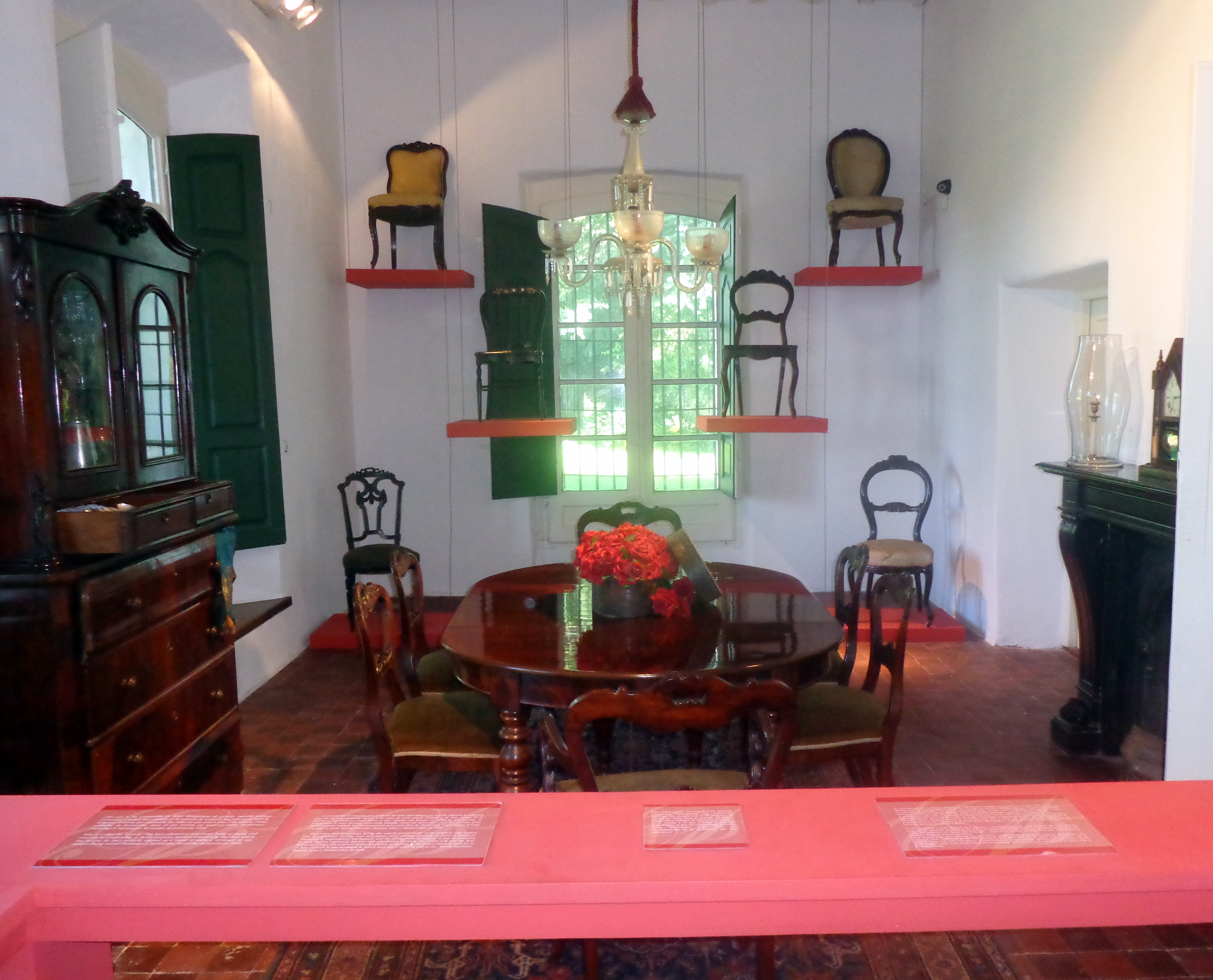
Un salón interno.

Esta casa quinta  data del año 1790 y es uno de los mejores exponentes de la arquitectura colonial rioplatense que se conservan hoy. Aquí vivió y murió el Brigadier General Juan Martín de Pueyrredón, quien fuera Director Supremo de las Provincias Unidas del Río de la Plata. Este sitio fue frecuentado por José de San Martín, Dalmacio Vélez Sarsfield, Domingo Faustino Sarmiento, Nicolás Granada, Roque Sáenz Peña y otros próceres de nuestra historia.
La casa está ambientada con mobiliario y objetos de la vida cotidiana de aquel entonces, a lo que se suman los magníficos cuadros de Prilidiano Pueyrredón, hijo de Juan Martín de Pueyrredón y uno de los artistas más significativos de la pintura argentina del siglo XIX.
El importante patrimonio que cobija es histórico, arquitectónico, documental, bibliográfico, pictórico, ecológico y paisajístico. Sus jardines frente al Río de la Plata conservan aún hoy especies con más de 200 años.
Inaugurado el 16 de septiembre de 1944 pero Monumento Histórico Nacional ya desde 1941, data del año 1790, y sus características son propias de la típica construcción de campaña de fines del siglo XVIII.

## Puesta en valor y reapertura del museo
En el año 2007 se comenzaron las obras de restauración, puesta en valor y remodelación, las cuales finalizaron en abril del año 2009, siendo estas inauguradas por el entonces intendente Gustavo Posse.